# Rasmus Persson (politiker)
Per Rasmus Tobias Persson, född 21 oktober 1975 i Ystads församling, Malmöhus län, är en svensk politiker. Han var kommunalråd för centerpartiet i Örebro kommun från 2006. Han hade under mandatperioden 2006–2016 ansvar för den sociala välfärden i Örebro kommun. Rasmus Persson slutade som kommunalråd 2016 och arbetar därefter som direktör för överförmyndarförvaltningen i Västerås.